# Холодный, Георгий Степанович

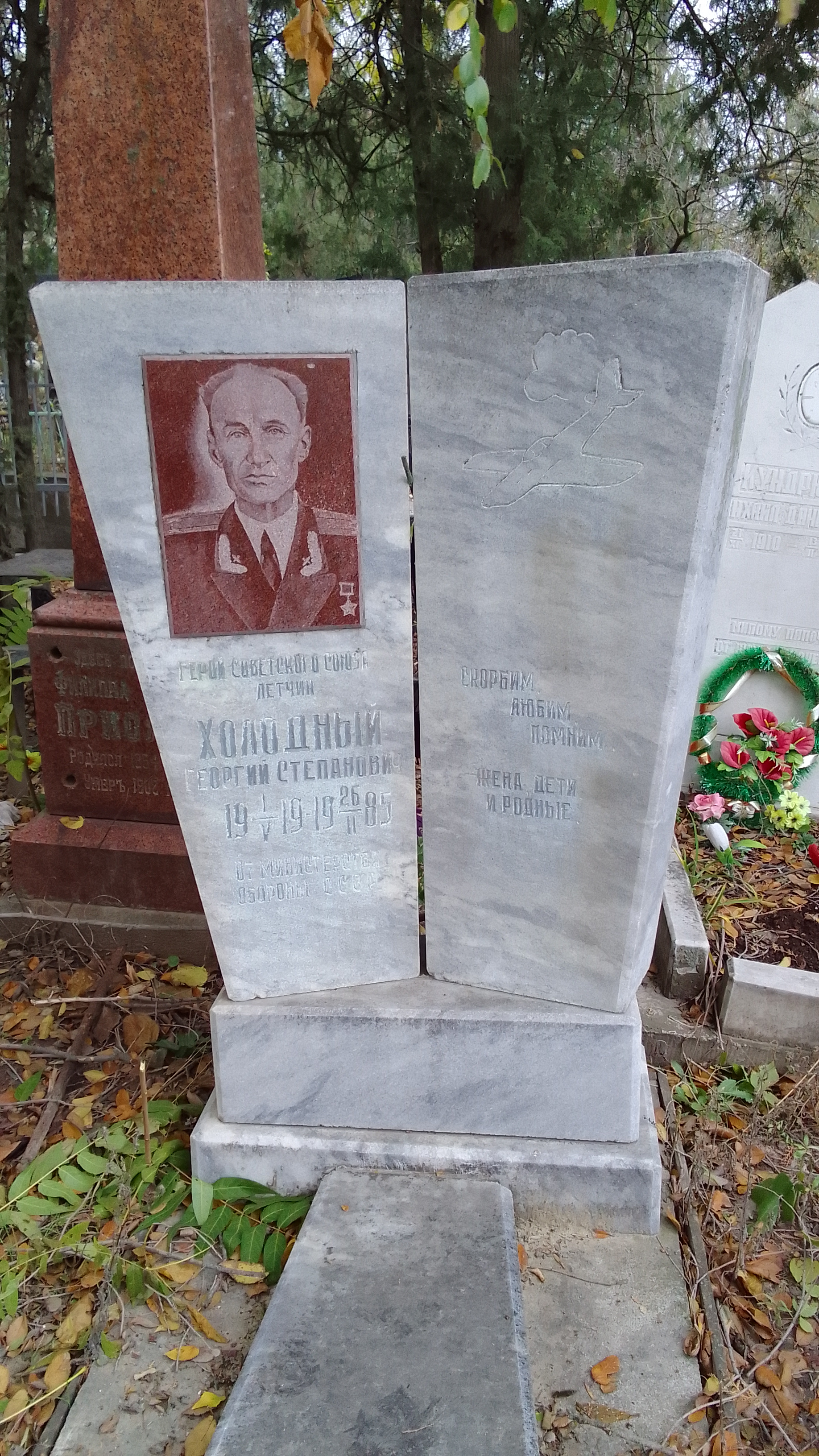
Памятник на могиле Героя СССР Холодного Георгия Степановича

Георгий Степанович Холодный (1919—1985) — участник Великой Отечественной войны, лётчик 157-го истребительного авиационного полка (234-я истребительная авиационная дивизия, 6-й истребительный авиационный корпус, 16-я воздушная армия, 1-й Белорусский фронт), капитан. Герой Советского Союза.

## Биография
Родился 1 мая 1919 года в селе Ботиево, ныне Приазовского района Запорожской области Украины, в семье рабочего. Украинец.
Окончил 8 классов, работал токарем на заводе в Мелитополе, был курсантом Мелитопольского аэроклуба.
В Красной Армии с 1939 года. Окончил Качинскую военную авиационную школу пилотов в 1940 году. На фронтах Великой Отечественной войны — с октября 1941 года. Член ВКП(б)/КПСС с 1942 года.
Лётчик 157-го истребительного авиационного полка капитан Георгий Холодный к декабрю 1944 года совершил 169 боевых вылетов, в 38 воздушных боях сбил 16 и в группе — 1 самолёт противника. Всего выполнил 245 успешных боевых вылетов. Проведя 45 воздушных боёв, сбил 17 вражеских самолётов лично и 2 — в группе.
После войны служил в ВВС СССР. Служил в Германии, Польше, Заполярье, Закавказье, на Дальнем Востоке и в Китае. Участник вооружённого конфликта на территории Кореи 1950—1953 годов. Командир эскадрильи 878-го истребительного авиационного полка (216-я истребительная авиационная дивизия) майор Г. С. Xолодный в воздушных боях лично сбил 2 самолёта противника.
В 1949 году окончил Высшие офицерские лётно-тактические курсы, в 1954 — Центральные КУОС ВВС. С 1961 года подполковник Холодный — в запасе. Жил и работал в Новочеркасске Ростовской области. Несколько лет возглавлял городскую организацию ДОСААФ.
Умер 26 февраля 1985 года, похоронен в Новочеркасске на братском кладбище (неподалёку от Вечного огня).
Жена — Валентина Яковлевна, жила в Краснодаре.

## Награды
- Звание Героя Советского Союза присвоено Указом Президиума Верховного Совета СССР 15 мая 1946 года.
- Награждён орденом Ленина, тремя орденами Красного Знамени, орденом Отечественной войны 1 и 2 степеней, двумя орденами Красной Звезды и медалями.

## Память
- В 2010 году в пгт Приазовское ко Дню Победы открыли стелу «Героям землякам», где в числе других указано имя Георгия Холодного[3].
- На здании аэроклуба, где ранее располагалась Мелитопольская авиационная школа, в которой обучался Герой, 17 августа 2013 года установлена мемориальная доска[4].